# 镇远市
镇远市，是贵州省黔东南苗族侗族自治州原定设立的县级市，由镇远县、岑巩县、三穗县合并而成，最终因三穗县大批民众上街导致设立暂缓。

## 提议
2006年，黔东南苗族侗族自治州推出“四圈一区”的战略构想，这其中“一区”指黔东工业经济区，该工业经济区由一个核心区和三个功能区组成，其中核心区在镇远县青溪、羊坪和岑巩县的新兴、大榕一片，三个功能区指天柱、三穗、剑河三县，后“四圈一区”的战略构想被淡化，但依旧谋求东部区域整体性发展。
2013年，黔东南苗族侗族自治州推出了“凯里麻江同城化、黎平锦屏同城化、黔东（镇远县、岑巩县、三穗县）一体化”的发展战略，后逐步形成撤掉镇远、岑巩、三穗三县，合并建立镇远市的构想。
2014年9月28日，黔东南苗族侗族自治州人民代表大会通过决议，同意黔东南苗族侗族自治州关于撤掉镇远、岑巩、三穗三县，合并建市的议案。市政府驻地拟建在镇远县青溪镇，青溪镇距离镇远县县城40公里，距离岑巩县10公里，距离三穗县23公里。黔东南苗族侗族自治州人民代表大会认为，镇远、岑巩、三穗撤县合并建市，符合中国共产党中国共产党第十八次全国代表大会提出的“优化行政区划设置”要求，对黔东南苗族侗族自治州社会经济发展产生重大而深远的影响。

## 反对和暂缓
决议提出后，三穗县反对将新的市政府驻地设立在镇远县青溪镇，应当设立在三穗县。从10月7日开始，三穗县有大批民众上街。
后经中国共产党黔东南苗族侗族自治州委员会、黔东南苗族侗族自治州人民政府研究决定，并请示省人民政府领导同意，三穗、镇远、岑巩三县合并建市方案暂缓报批。
10月11日，中国共产党三穗县委员会和三穗县人民政府发表暂缓报批声明：
|  | 全县广大人民群众： 经黔东南州委、州人民政府研究决定，并请示省人民政府领导同意，三穗、镇远、岑巩三县合并建市方案暂缓报批。 特此公告 中共三穗县委员会 三穗县人民政府 2014年10月11日 |

10月16日，贵州日报发表声明，称多名涉恶、涉毒人员及前科劣迹人员散布虚假信息、扰乱公共秩序等违法活动被公安机关依法处理。三人分别涉嫌聚众扰乱公共秩序、贩卖毒品、聚众斗殴被刑事拘留。八人因扰乱公共秩序、散布虚假信息，分别被行政拘留7日至10日。

## 后续
三穗退出后，镇远和岑巩没有放弃。黔东南苗族侗族自治州出台《黔东新城控制性详细规划及修建性城市设计》，决定在镇远县青溪镇建设一座新城。新城整体发展规模为规划城市建设用地总面积2122公顷，规划人口规模为25万人。城市核心区范围为岑巩县新兴区，镇远县羊坪镇及大塘村、响水坪、青溪镇及鸡鸣关、甘溪村、下河村和黔东经济开发区黔东火电站以北等区域，面积41.3平方千米。